# Успенский, Михаил Михайлович
Михаил Михайлович Успенский (1895—1984) — заслуженный художник РСФСР (1981), главный художник Государственного исторического музея, а затем Музея революции.

## Биография
Родился в 1895 году в известной московской семье, потомственный дворянин. Отец — Михаил Васильевич Успенский, профессор медицины, известный врач, основавший в Москве первую клинику уха, горла, носа. Приходился племянником русскому писателю Николаю Васильевичу Успенскому, внучатым племянником писателю и историку Глебу Ивановичу Успенскому.
Учился в Московском археологическом институте (1912-15). В должности поручика участвовал в Первой мировой войне.

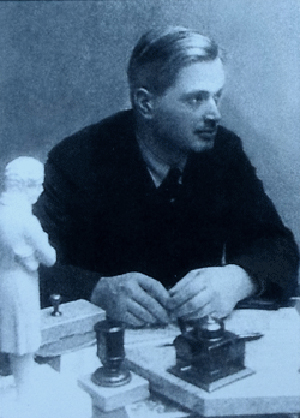
М. М. Успенский за письменным столом

Супруга — Софья Дмитриевна Лепахина, дочь московского купца 1-й гильдии, владельца одной из московских шоколадных фабрик.
Co своей будущей супругой познакомился в Майори, на курорте под Ригой. Вернувшись с фронта, ещё раз встретился с Софьей Дмитриевной в доме её отца. После свадьбы молодые приехали в Звенигород к деду Сони — Фёдору Сказочкину в его дом на Таракановской (ныне Почтовой) улице. Затем тот дом отобрали под общежитие.
В 1924 году семья Успенских получила в Звенигороде под застройку земельный участок на Городке. Построившись, Михаил Михайлович со своей семьей жил на даче с апреля до глубокой осени. С ними находилась и мама Софьи Дмитриевны — Лепахина Мария Федоровна.
В 1920 году родился первенец Савва (советский, российский зоолог, доктор биологических наук, исследователь Арктики), названный в честь Саввы Сторожевского, а в 1924 году второй сын — Михаил, уже третий Михаил в роду.
Судьба Успенского неразрывно связана с главной святыней Звенигородской земли. С большим риском для себя православные супруги Михаил и Софья Успенские уберегли главу и часть святых мощей Преподобного чудотворца Саввы Сторожевского, тайно сохраняя их более 50 лет.

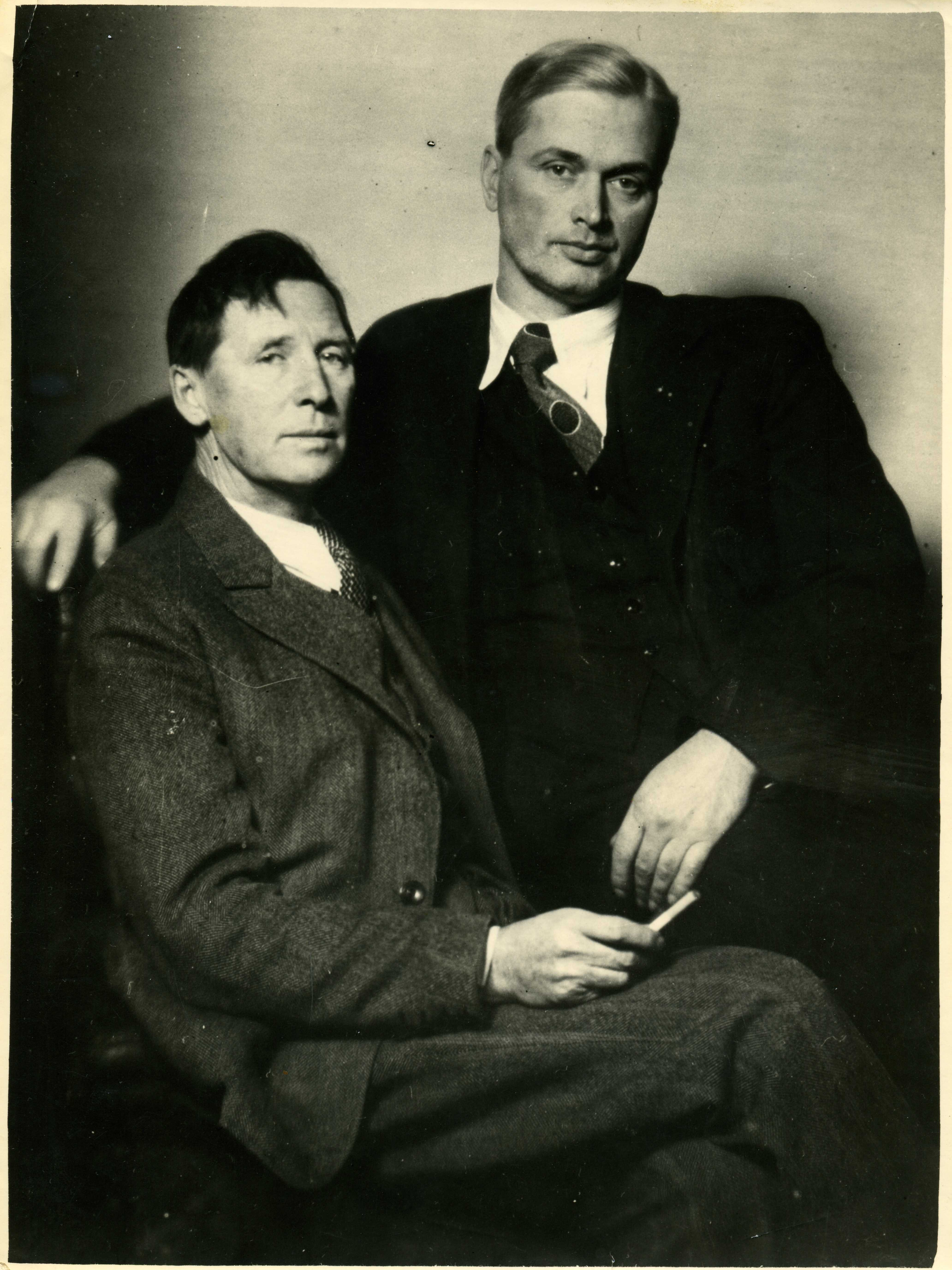
М. М. Успенский (справа) и скульптор Иван Дмитриевич Шадр (слева)

В 1920-х годах годы Михаил Успенский, тогда сотрудник Государственного исторического музея и член комиссии по охране памятников культуры по Московской области, был вызван на Лубянку. Сотрудник, вызвавший его, указал на блюдо, накрытое материей, и сказал: «…Возьмите это блюдо и передайте в музей, а то, что на блюде — останки Саввы Сторожевского — поместите, куда сочтёте нужным». По тону этого человека Успенский понял, что ему советуют спрятать мощи в надёжное место.
Вначале Успенский хранил святые мощи в доме, но позже их завернули в полотно, уложили в специальный сосуд — ковчег из нержавейки — и зарыли на приусадебном участке. Вскоре на даче произошёл пожар, дом выгорел дотла, но святыня не пострадала. После этого мощи были перевезены в московскую квартиру на улице Усиевича. После смерти Михаила Успенского в 1984 году родственники передали мощи священнику, который напутствовал его перед смертью. Отец Евгений благоговейно принял их и бережно хранил у себя около двух лет. Позднее, 25 марта 1985 года святыня была передана в Московский Свято-Данилов монастырь, где почивала в алтаре храма Семи Вселенских соборов. В год 600-летнего юбилея Саввино-Сторожевского монастыря 22 августа 1998 года мощи преподобного Саввы, чудотворца Звенигородского, вернулись в свою обитель.
Похоронен на Введенском кладбище в Москве.

## Работы
Работы Михаила Михайловича Успенского находятся в частных собраниях и музеях России.
- Музей современной истории России, Москва.